# República Dominicana en los Juegos Paralímpicos de Río de Janeiro 2016
La República Dominicana estuvo representada en los Juegos Paralímpicos de Río de Janeiro 2016 por dos deportistas masculinos. El equipo paralímpico dominicano no obtuvo ninguna medalla en estos Juegos.